# Inga cycladenia
Inga cycladenia är en ärtväxtart som beskrevs av Henri François Pittier. Inga cycladenia ingår i släktet Inga och familjen ärtväxter. Inga underarter finns listade i Catalogue of Life.